# Spore
Spore (ou SPORE) é um jogo eletrônico desenvolvido pela Maxis Software, projetado por Will Wright e distribuído pela Electronic Arts. Em Spore, o jogador tem o controle da evolução de uma espécie através de cinco estágios, cada um com mecânicas (jogabilidades) diferentes. O jogo recebeu grande atenção do público e da crítica, pela jogabilidade amplamente aberta e a utilização da geração processual.
A versão completa do jogo foi lançada em 4 de setembro de 2008 na Austrália e no Japão, porém as lojas australianas começaram as vendas dia 2 de setembro de 2008 devido ao fuso horário local. O jogo foi lançado na Europa, América do Sul e na Nova Zelândia em 5 de setembro de 2008. Dia 7 de setembro do mesmo ano, o jogo foi lançado no restante do mundo, inclusive na América do Norte.
Spore foi lançado por download direto, na EA Store e por meio físico. Recebeu uma edição especial, denominada Spore: Edição Galáctica, além de dois pacotes de expansão, sendo o primeiro um pacote de partes adicionais, e o segundo um pacote de expansão que adiciona mais funcionalidades e história ao jogo final.
Ao todo, foram quase de 7 anos de desenvolvimento, desde 2002. Durante todos esses anos, o jogo passou por várias mudanças radicais, que incluíram a retirada de vários recursos e estágios na versão final do jogo.

## Jogabilidade
Como em The Sims e SimCity, as outras criações de sucesso de Will Wright, Spore pode ser jogado apenas com o uso do mouse (rato), embora possua atalhos no teclado.
Essa facilidade em controlar sua espécie, desde um organismo unicelular a um império galáctico, impressiona por não ser enjoativa, pois a diversidade de opções, e as escolhas que devem ser feitas, dificilmente farão você repetir muitas vezes o mesmo movimento.
Os cinco estágios de Spore (de Célula, de Criatura, Tribal, de Civilização e Espacial) possuem características únicas e jogabilidades diferentes entre si.
- Estágio de Célula baseia-se em Pac-Man e Flow
- Estágio de Criatura baseia-se em Jogos MMORPG (pelo estilo Free Action)
- Estágio Tribal baseia-se em Populous, Age of Mythology e Age of Empires
- Estágio de Civilização baseia-se em SimCity e Civilization
- Estágio Espacial baseia-se em Sins of a Solar Empire e StarCraft

Spore é o primeiro jogo da Maxis que contém um objetivo final (que não representa o final do jogo). Chegar ao centro da Galáxia, dominada por uma agressiva espécie não controlável, chamada de Os Grox.
Também, no Estágio Espacial, é possível encontrar o planeta Terra, até o momento despovoado. Acreditava-se que, com o lançamento de The Sims 3 em Junho de 2009, seria possível abduzir os Sims criados pelo jogo (que está instalado na mesma máquina) diretamente pela Terra no Spore. Porém, esse rumor nunca foi confirmado por nenhuma fonte confiável.

### O Início da Vida
Se for escolhido começar o Estágio de Célula, inicia-se um vídeo em computação gráfica.
Um cometa choca-se com o planeta escolhido, dentro de um destes pedaços, seu pequeno organismo sai, em busca de alimentos.
Seria no caso, a teoria em que a vida em si, teve origem no espaço e depois teria vindo para a Terra, por meio de um cometa (veja Panspermia).

## Estágios
Antes de iniciar o jogo, escolhe-se um planeta no menu principal, que é uma galáxia interativa. Depois disso, escolhe-se um estágio (que já tenha sido desbloqueado, senão, apenas poderá ser escolhido o celular). Respectivamente, deve-se escolher a dieta do animal a jogar (carnívoro ou herbívoro, já para poder ser onívoro, deve-se adquirir a boca onívora durante o jogo ou colocar as duas bocas desde o começo), um tema (opcional) e o nome do planeta a ser cultivada a vida.
É importante o planejamento das ações que devem ser executadas durante o jogo, já que as decisões e atitudes realizadas durante um estágio provavelmente terão consequências no curso da espécie jogável, alterando os acontecimentos e recursos dos próximos estágios. No estágio espacial, a espécie do jogador adotará uma filosofia, esta filosofia é completamente moldada de acordo com as atitudes e escolhas tomadas durante os outros quatro estágios jogados. Por exemplo: Se enquanto célula ou criatura foi-se uma animal herbívoro, logo após uma tribo pacífica, que se aliava a todas as outras (ou a maioria delas), e depois disso tornou-se uma civilização religiosa, acabará por ser adotado uma filosofia pacifista. Ao todo, são dez filosofias, que podem ser traçadas de acordo com as ações do jogador nos estágios anteriores. A filosofia Errante é a padrão do jogo, que o jogador recebe quando inicia-se um novo jogo direto no Estágio Espacial.[carece de fontes?]
Os estágios são:
- Estágio Celular - No fundo das águas do planeta, num nível microscópico, o objetivo do jogador é fazer sua célula comer alimentos de acordo com a sua dieta (se a célula é herbívora, deve comer plantas; se é carnívora, deve devorar pedaços de carne ou comer células menores e às vezes maiores; se onívoro, coma dos dois sempre clicando no histórico para se manter onívoro) e evoluir de tamanho, tomando cuidado com células maiores e mais fortes. Para conseguir novas partes, deve-se coletar fragmentos de meteoritos caídos no oceano ou matar células mais complexas. Quando a célula chegar a um certo nível de evolução, alimentando-se bem, esta passa para o Estágio de Criatura e é direcionada para um criador exclusivo que apresenta pernas à escolha e a célula em questão, que diferente do editor de células, este é tridimensional.
- Estágio de Criatura - A célula adquire pernas, e já pode sair das águas e pisar em terra firme, tornando-se uma criatura. Dessa vez com um ninho, onde pode ganhar pontos de saúde. O objetivo é conhecer e aliar-se a novas criaturas, ou ganhar novos inimigos. A criatura tem um planeta inteiro para explorar em um mundo aberto, devendo tomar cuidado com criaturas mais poderosas, e preocupando-se com os níveis de saúde e de fome. Pode-se encontrar "Criaturas Épicas", que são criaturas gigantes e quase invencíveis, e "Criminosos", que são "criaturas maiores, mais fortes e mais nervosos e violentos do que o comum que ajudam o jogador a evoluir ao serem destruídos ou impressionados. É o primeiro estágio tridimensional. Neste estágio, o jogador poderá eventualmente receber a visita de naves espaciais de outros planetas (inclusive dos Grox), que podem abduzir outras criaturas no campo de visão, e também, raramente pode ocorrer chuvas de meteoros, que normalmente não causam muito estrago ao planeta, mas podem matar se algum meteorito atingir o jogador. O Editor de Criaturas pode ser acessado a qualquer momento, simplesmente acasalando a criatura com outra da mesma espécie. É necessário pontos de DNA, que são obtidos ao socializar ou caçar outras criaturas, para adicionar mais partes à criatura. Quando a criatura ganhar um certo número de aliados e inimigos, uma animação exibe o cérebro da criatura crescendo de tamanho, e então o Estágio de Criatura é concluído e o jogador vai ao Estágio Tribal, em cuja transição de estágios é exibida uma animação final claramente baseada no filme 2001: Uma Odisseia no Espaço.
- Estágio Tribal - Quando a criatura atinge um nível de evolução suficiente, passa-se para a próxima fase, a tribal. Nesta, o jogador irá controlar uma tribo inteira de seres da mesma espécie (agora cada indivíduo com um nome próprio), com um novo estilo de jogo, já que agora as criaturas são racionais. Aqui, as criaturas irão interagir com ferramentas, cabanas e outras coisas. Ainda assim, a caça, coleta ou ainda a pesca é fundamental para a sobrevivência da espécie. O objetivo é conquistar outras tribos ou se aliar a elas. É possível oferecer presentes a outras tribos, que se resumem em comida, e também realizar apresentações musicais para impressioná-las e agradá-las. Ao todo são nove ferramentas utilizáveis que a tribo pode confeccionar: Ferramentas militares, como lanças, machados e tochas; ferramentas civis, tais como arpões de pesca, cestas para coleta de frutas e um bastão de cura, a ser utilizado pelo xamã da tribo, além de instrumentos musicais, como cornetas, flautas e até um reco-reco. À medida que o tempo passa, outras tribos podem surgir na região de ninhos de criaturas que evoluíram também para a racionalidade (que geralmente não são da mesma espécie que o jogador, uma possível analogia com o fato de que, no paleolítico, o Homo Sapiens competia com outras tribos, geralmente de outras espécies do gênero Homo, como o Homo neanderthalensis ou Homo floresiensis por exemplo). As criaturas selvagens (animais irracionais) podem ser domesticadas, para oferecer ovos para alimentar a tribo, e até mesmo defendê-la, quando preciso. Entretanto, criaturas selvagens não domesticadas podem atacar a tribo ou até mesmo furtar alimento, se este não for monitorado. As criaturas épicas do Estágio de Criatura que não foram mortas no estágio passado continuam neste estágio, e podem atacar a tribo do jogador, e se for morta, pode render uma grande quantidade de carne. Ao dominar todas as outras tribos do continente, uma animação final é exibida onde o chefe da tribo conversa com os outros habitantes sobre expandir a tribo para uma cidade e desenvolver novas tecnologias.
- Estágio de Civilização - Após dominar todas as outras espécies concorrentes, o jogador irá avançar para a fase de Civilização, onde ele controlará uma cidade, e posteriormente, uma nação inteira. Neste estágio, o jogador controla a felicidade de seus habitantes, cria fábricas, casas e locais para entretenimento, tal como uma simplificação de SimCity, e controla as fontes de recursos naturais do planeta (que no decorrer do tempo do estágio, vão se tornando cada vez mais escassos até todos os recursos do planeta exaurirem-se no fim do estágio). Após a vitória do estágio anterior, a espécie domina o planeta e começa a fundar civilizações (cidades) por todos os continentes do planeta. Pela primeira vez no jogo até então, o planeta pode ser exibido como um todo. A civilização do jogador será a primeira a surgir no planeta, mas não irá demorar para outras serem fundadas por outras facções e tribos da mesma espécie que o jogador. O jogador terá de interagir com estes outros povos por meio de diplomacia, relações comerciais ou guerra. Aqui, o jogador criará veículos, tanto terrestres, aquáticos ou aéreos (veículos aéreos são desbloqueados no decorrer do estágio, e não em seu início, já que uma certa tecnologia é necessária para sua existência) para poder justamente interagir com estas outras culturas e nações. O objetivo desta fase é unificar todo o planeta em uma cultura só, seja convertendo, comprando ou derrotando outros povos. O estágio espacial começará quando a civilização do jogador dominar todo o planeta, incitando a necessidade da globalização para o progresso da civilização rumo ao espaço. Ao unificar todo o planeta, uma animação final é exibida onde aparentemente um cientista desenvolve um foguete capaz de levar sua espécie ao espaço.
- Estágio Espacial - O último estágio, o Espacial, irá ambientar a espécie ao último nível evolucionário do jogo. Aqui, o jogador irá criar sua espaçonave já no início, e então lançar-se ao espaço. No início, a nave apenas possui propulsão interplanetária, com uma ordem de conhecer os outros planetas de seu sistema planetário. Após encontrar sinais de rádio e ruínas que sugerem a existência de uma extinta civilização em um planeta vizinho ao do jogador, o jogador adquire dentre os destroços um propulsor interestelar, então este é incumbido de viajar e tentar descobrir o porque desta civilização "irmã" perecer. Várias armas irão aparecer, como lasers, bombas, mísseis, lançadores, armas nucleares, e também centenas de ferramentas diversas, como analisadores (ao estilo dos Tricorders, de Star Trek), marcadores de terreno, ferramentas de modelação, e muitas outras. Este estágio não tem fim, mas existem dois principais objetivos citados frequentemente como mistérios a serem resolvidos: Destruir ou se aliar com Os Grox, a civilização mais poderosa da galáxia, e descobrir o que existe dentro do bojo galáctico. O jogador pode comercializar e produzir recursos, criar rotas comerciais, terraformar planetas, fundar colônias (principalmente nos planetas já terraformados), inserir embaixadas em outros planetas, interagir com criaturas, tribos e civilizações não avançadas, dentre outras coisas. O jogador também pode encontrar o Sistema Solar e a Terra, porém, os humanos não existem no jogo.

## Comunidade
Spore é considerado o jogo que define os games na Web 2.0, pois tem integração com o serviço de compartilhamento de vídeos, como o YouTube, e (há previsão) com o serviço de fotos Flickr.
A equipe de Spore criou o canal do jogo no YouTube, com vários vídeos de trailers, tutoriais e informações sobre o jogo. Além disso, várias pessoas postam seus links para seus vídeos criados no jogo por este canal.
É possível, dentro do jogo, criar os chamados Sporecasts, que são coleções de criações específicas. Também está acessível o MySpore Page, que serve como um serviço de relacionamentos (como o Orkut, o Facebook ou o MySpace), o serviço de recados deve ser implantado em breve, segundo algumas fontes confiáveis.

### Sporepédia
Considerado o principal recurso do jogo, a Sporepédia é um serviço que engloba todo o conteúdo online do jogo. Dentro da Sporepédia se encontra:
- A MySpore page pessoal;
- Os Sporecasts;
- O Catálogo Spore;
- Sua Lista de Amigos;
- As criações da Maxis;
- As suas criações e as baixadas.

Na internet, a versão da Sporepédia permite ver todas as criaturas de todos os jogadores. Em apenas 10 dias de circulação no mercado, a Sporepedia já possuía 18 milhões de criações, sendo 1,8 milhões de criações por dia, aproximadamente. Com cerca de um milhão de usuários on-line, a Sporepédia recebe um milhão de conteúdos a cada três dias, aproximadamente.
Pode-se compartilhar na Sporepédia, atualmente:
- Criaturas;
- Edifícios;
- Veículos;
- Naves Espaciais;

Os conteúdos que podem ser compartilhados com a expansão Spore Aventuras Galácticas são:
- Aventuras
- Capitães

Os conteúdos que podem ser criados, mas não compartilhados são:
- Hinos;
- Células.

Com a retirada do Criador de Flora (possivelmente presente em alguma expansão futura)[carece de fontes?], não é possível criar ou compartilhar a flora. Apesar disso, o criador de flora se encontra pode ser encontrado e instalado através de mods populares em fã-sites.
Todas as criações, desde células a mundos inteiros, pesam em torno de 20kb cada uma, em formato de pequenas imagens.png, isto é possível graças a tecnologia de geração processual, que coloca na tela apenas o que se vê, retirando dados desnecessários. Isso facilita que a Sporepédia baixe milhares de conteúdos em minutos, nunca deixando um jogo semelhante ao outro.

## Desenvolvimento
Originalmente, Spore era um nome de produção, sugerido por Ocean Quigley para o jogo que seria referido primeiramente ao público como SimEverything. O título original fora descartado, pois, segundo o próprio Will Wright: "Spore não é uma parte da série Sim, sendo totalmente diferente".
Vários designers, de várias empresas, foram escolhidos a dedo para a produção do jogo, que durou sete anos.

### Música
A geração musical para o jogo foi projetada por Brian Eno, renomado artista de músicas de ambiente. Cada estágio possui várias faixas únicas, assim como os criadores, cada parte produz um som - compostas também pelo artista.

### Gênero
Spore é chamado de jogo "multi-gênero", por se enquadrar em vários gêneros de jogos. Entre eles está a Simulação, a Estratégia, o Free Action (Ação Livre), entre outros. Oficialmente, no Brasil, o gênero é Simulação, divulgado pela empresa e pelo Ministério da Justiça.

## Recepção
Em 2008, o escritor de ficção científica David Brin, que estava desenvolvendo um conceito parecido (chamado Exorarium), comentou com o autor do jogo Will Wright que, enquanto Exorarium seria uma simulação da evolução, Spore seria uma simulação do design inteligente.
Alguns jogadores ao redor do mundo enviaram críticas à Maxis por um possível bug, onde as estrelas (no Estágio Espacial) ficavam muito distantes uma das outras para os propulsores da nave do jogador alcançá-las, por isso ficava bem mais difícil concluir o objetivo final do jogo. A Maxis utilizando o site do Spore lançou regularmente patches para melhorar o aproveitamento do jogo.

### Gestão de Direitos Digitais (DRM)
Spore utiliza uma versão modificada do software de Gestão de direitos digitais (GDD, em inglês Digital Rights Management ou DRM) SecuROM para evitar cópias, que requer uma autenticação ao término da instalação do jogo, ou quando o modo online é acessado. O anúncio do novo sistema veio logo após as fortes críticas devido ao sistema original, que exigiria que o usuário autenticasse a cada dez dias. Além disso, instalações de uma cópia do jogo só podem ser autenticadas no máximo cinco vezes[carece de fontes?]. O Suporte da EA, porém, afirma que o usuário (caso tenha atingido seu limite de cinco instalações) pode entrar em contato e, após analisar o caso, ter o seu limite de instalações restaurado.
Como resultado do esquema de proteção, cerca de 90% das análises do site Amazon.com deram a Spore uma estrela, a classificação mais baixa. A Electronic Arts citou o SecuROM como um "padrão para a indústria", e a política de segurança usada nas músicas do iPod da Apple Inc. como justificativa para o modelo de controle. O ex-desenvolvedor da Maxis, Chris Harris, considerou o DRM um "desastre totalmente evitável".
Apesar do uso do GDD, Spore foi baixado ilegalmente pelo protocolo de compartilhamento de arquivos BitTorrent mais de 1 milhão de vezes, e está a caminho de se tornar o jogo mais pirateado da história do videogame, sendo que foi o mais pirateado de 2008.

## Expansões

### Pacote de Partes Medonhas & Fofinhas
Spore Coleção de Partes Medonhas & Fofinhas foi lançado em 20 de Novembro de 2008.
O Spore Pacote de partes Medonhas & Fofinhas inclui mais de 100 novos componentes e animações para a criação de criaturas, divididas em dois estilos distintos: fofinho/animação e horripilante/monstruoso. Similar às Coleções de Objetos do The Sims 2, o Pacote de Partes é direcionado a jogadores criativos que gostam de personalizar até os mínimos detalhes de suas criaturas, adiciona novo conteúdo ao jogo, possibilitando agora criar as criaturas mais fofinhas ou horripilantes possíveis.
O pacote adiciona: 60 Novas partes, 24 novas animações e 48 novos modos de pinturas, além de 2 cenários de testes extras.

### Aventuras Galácticas
Spore Aventuras Galácticas foi lançado em 22 de Julho de 2009.
Spore Aventuras Galácticas adicionou muita variedade e profundidade ao espaço de jogo original, permitindo aos jogadores desembarcarem de suas naves em planetas, jogar missões baseadas em aventuras e até mesmo, pela primeira vez, criar suas próprias aventuras. Ao concluir uma aventura o jogador pode ganhar acessórios especiais - desde uma Lâmina de Energia e o Amuleto Estonteante ao Jato de Salto. Com um número ilimitado de aventuras criadas por usuários, há muito mais para jogar. O criador de aventuras no Spore Aventuras Galácticas disponibiliza aos jogadores ferramentas para que possam fazer suas próprias missões e compartilhar com seus amigos pela Sporepedia Oficial.

### Edição Galáctica
O Spore: Edição Galáctica é a edição de colecionador do Spore, lançado no mesmo dia que o Spore, em setembro de 2008. Ela inicialmente custava 80 Dólares, o dobro do jogo Spore regular, mas as vendas foram tão baixas que o preço foi reduzido para estar a par com o jogo normal. Passou assim a custar 40 dólares, o mesmo que o jogo Spore. No Brasil, a edição especial custou 139,90 Reais.[carece de fontes?]